# John Francis Dillon
John Francis Dillon (Nova York, 13 de juliol de 1884 - Los Angeles, 4 d'abril de 1934) va ser un director de cinema i actor estatunidenc de l'era del cinema mut. Va dirigir unes 130 pel·lícules entre 1914 i 1934. També va aparèixer en 74 pel·lícules entre 1914 i 1931.
Era germà del també director Robert A. Dillon i estava casat amb l'actriu Edith Hallor.

## Filmografia parcial
- Dough and Dynamite (1914)
- Indiscreet Corinne (1917)
- Suds (1920)
- The Plaything of Broadway (1921)
- The Cub Reporter (1922)
- The Yellow Stain (1922)
- Flaming Youth (1923)
- Double Dealing (1923) (actor)
- The Self-Made Wife (1923)
- The Broken Violin (1923)
- Lilies of the Field (1924)
- Flirting with Love (1924)
- The Perfect Flapper (1924)
- The Half-Way Girl (1925)
- We Moderns (1925)
- The Test of Donald Norton (1926) (actor)
- Don Juan's Three Nights (1926)
- Midnight Lovers (1926)
- Love's Blindness (1926)
- The Prince of Headwaiters (1927)
- Temptations of a Shop Girl (1927) (actor)
- The Noose (1928)
- The Heart of a Follies Girl (1928)
- Out of the Ruins (1928)
- Scarlet Seas (1929)
- Sally (1929)
- Children of the Ritz (1929)
- Bride of the Regiment (1930)
- The Girl of the Golden West (1930)
- Kismet (1930)
- Millie (1931)
- The Finger Points (1931)
- The Pagan Lady (1931)
- Behind the Mask (1932)
- Call Her Savage (1932)
- The Big Shakedown (1934)